# Резолюция Совета Безопасности ООН 1207
Резолюция Совета Безопасности ООН 1207 — документ, принятый 17 ноября 1998 года на 3944-м заседании Совета Безопасности ООН, после отзыва всех резолюций, касающихся конфликтов в бывшей Югославии, в частности резолюции 827 (1993). Совет осудил Союзную Республику Югославию (Сербия и Черногория) за её неспособность выполнить ордера на арест, выданный Международным трибуналом по бывшей Югославии (МТБЮ).
Совет Безопасности напомнил об Общем рамочном соглашении и выразил сожаление по поводу отсутствия сотрудничества со стороны Союзной Республики Югославии с МТБЮ.

## Содержание
Действуя в соответствии с главой VII Устава Организации Объединённых Наций, Совет напомнил всем государствам об их обязательстве сотрудничать с Трибуналом, включая исполнение ордеров на арест. Он призвал страны, которые ещё не сделали этого, включая Союзную Республику Югославию, принять меры в соответствии со своим внутренним законодательством для выполнения резолюции 827; он не может ссылаться на положения внутреннего законодательства, чтобы объяснить, почему он не выполняет свои обязательства по международному праву.
Резолюция осудила, что ордера на арест не были выданы трем подозреваемым, обвиняемым в убийстве 200 хорватов, и требовала немедленного и безоговорочного исполнения этих ордеров на арест и передачи в Трибунал. Власти Союзной Республики Югославии, руководители общин косовских албанцев и другие заинтересованные стороны были призваны сотрудничать с Обвинителем в МТБЮ в связи с предполагаемыми военными преступлениями. Наконец, Председателю Трибунала было настоятельно рекомендовано информировать Совет о событиях.

## Голосование
Резолюция 1207 была принята 14 голосами против при одном воздержавшемся от Китая, в котором утверждалось, что МТБЮ не является постоянным судом и поэтому не может вмешиваться во внутренние дела Союзной Республики Югославии и других стран.
| За (14) | Воздержались (1) | Против (0) |
| --- | ---------------- | ---------- |
| - Великобритания - Россия - США - Франция - Бахрейн - Бразилия - Габон - Гамбия - Кения - Коста-Рика - Португалия - Словения - Швеция - Япония | - Китай          |            |
| * жирным выделены постоянные члены Совета Безопасности ООН                                                                                     |                  |            |